# Бысыттах
Бысытта́х (якут. Быһыттаах) — село в Нюрбинском районе Республики Саха (Якутия) России. Административный центр и единственный населённый пункт Мальжагарского наслега.

## География
Село находится в западной части Якутии, в пределах восточной части Верхневилюйского плато, на левом берегу реки Марха, на расстоянии примерно 53 км (по прямой) к северо-западу от города Нюрба, административного центра района. Абсолютная высота — 121 м над уровнем моря.
Климат
Климат характеризуется как резко континентальный, с продолжительной морозной зимой и жарким летом. Абсолютный минимум температуры воздуха самого холодного месяца (января) составляет −61 °C; абсолютный максимум самого тёплого месяца (июля) — 40 °C. Среднегодовое количество атмосферных осадков составляет 260—280 мм. Снежный покров держится в течение 210—225 дней в году.
Часовой пояс
Село Бысыттах находится в часовой зоне МСК+6. Смещение применяемого времени относительно UTC составляет +9:00.

## Население
| 2002 | 2010 | 2012 | 2013 | 2014 | 2015 | 2016 |
| ---- | ---- | ---- | ---- | ---- | ---- | ---- |
| 558  | ↘550 | ↗552 | ↘547 | ↘541 | ↗542 | ↘541 |
| 2017 | 2018 | 2019 | 2020 | 2021 |      |      |
| ↗542 | ↘536 | ↗543 | ↘529 | ↘525 |      |      |

Половой состав
По данным Всероссийской переписи населения 2010 года, в гендерной структуре населения мужчины составляли 51,3 %, женщины — соответственно 48,7 %.
Национальный состав
Согласно результатам переписи 2002 года, в национальной структуре населения якуты составляли 99 % из 558 чел.

## Улицы
| - ул. Братьев Софроновых, - ул. Ленина, - ул. Лесная, - ул. Манчары, | - ул. Молодёжная, - ул. Стрижевского, - ул. Умсан, - ул. Элгээн. |

## Инфраструктура
В селе действуют средняя общеобразовательная школа, детский сад, фельдшерско-акушерский пункт, культурный центр «Аргыс» и библиотека.